# Shane Lawal
Olaseni Abdul-Jelili Lawal, también conocido como Shane Lawal (Abeokuta, 8 de octubre de 1986) es un jugador profesional de baloncesto con doble nacionalidad nigeriana y estadounidense. Con una estatura de 2,08 metros ocupa la posición de pívot.

## Trayectoria
Sus inicios en el baloncesto de alto nivel fueron en la universidad de Oakland de la NCAA estadounidense. Antes de finalizar su periplo universitario jugó una temporada en la Wayne St. University  de la NCAA2 donde tuvo unas medias de 11,7 puntos y 8,5 rebotes por partido.
Su debut como profesional se produjo en la liga catarí, a la que llegó en la temporada 2009/10 para integrarse en las filas del Al Arabi. En Catar promedió 15,1 puntos y 8,5 rebotes por partido.
En el verano de 2010 se comprometió con el CB Guadalajara de la LEB Plata de España de cara a la temporada 2010/11 en la que promedió unos números de 12,9 puntos y 10,8 rebotes antes de rescindir su contrato en la etapa final de la competición por las dificultades económicas que atravesaba su club.
En enero de 2011 se comprometió con el Bengasi de la liga libia. Tras un mes y medio bajo la disciplina del club y tres partidos jugados, tuvo que, ante el estallido de la guerra civil, abandonar apresuradamente el país.
En agosto de 2011 se dio a conocer su fichaje por el Knet&Eniac de la LEB Oro, competición de la que acabó la temporada como máximo reboteador con 10,6 rebotes por partido y como tercer jugador con mejor valoración con 18,3 por partido.